# Скикда
Скикда (на арабски: سكيكدة) е град и община в Североизточен Алжир, център на област Скикда.
Разположен е на брега на Средиземно море. Населението на градската агломерация е 182 903 жители, а на общината е 163 618 души (преброяване, 14.04.2008).